# Nazir (Talmud)
Nazir (en hebreu: מסכת נזיר) és un tractat de l'ordre de Naixim, de la Mixnà, el Talmud, i la Tosefta, que està dedicat principalment a parlar sobre les lleis pels nazirites que s'estableixen a Nombres 6:1-21. En la Tosefta el seu títol és nezirut. En la majoria de les edicions de la Mixnà, aquest tractat és el quart de l'ordre de Naixim, i està dividit en 9 capítols, contenint 48 paràgrafs en total.

## Resum del tractat
Capítol 1: Els diferents tipus de vots que involucren el nazireat obligatori; el nazireat de per vida, el nazireat de Samsó (Jutges 12:4), i la diferència entre aquests dos tipus; el nazireat es calcula per dies solament, no per hores, i generalment dura trenta dies si no es dona un període definit; diferents expressions que fan obligatòria una espècie de nazireat de per vida, encara que el cabell pot ser tallat una vegada cada trenta dies; hi ha expressions que es fan servir en relació amb el vot.
Capítol 2: si els vots que s'expressen d'una manera peculiar i correcta són vinculants; en els casos en què un vot clarament expressat de nazireat no és vinculant; els vots fets sota condicions incompatibles amb el nazireat; la combinació de dos nazireats, o d'un amb el vot de portar un sacrifici addicional per un nazireu; vots condicionals.
Capítol 3: quan un nazireu pot tallar-se el cabell en el cas que el nazireu ha jurat un sol terme de nazireat, o quan ha jurat dos termes seguits, ja sigui que un nazireu que s'ha tornat impur durant el darrer dia del seu terme ha de reiniciar el seu nazireat, i en els casos en què ha de fer-ho, el cas d'algú que promet nazireat mentre està en un lloc d'enterrament, el nazireat pot ser observat solament a Terra Santa. Helena, Reina de Adiabene, una vegada va fer vot de nazireat per set anys, i va complir el seu vot; però quan va ser a la Terra d'Israel al final del setè any, la casa de Hilel va decidir que havia d'observar el seu vot per un altre període de set anys, ja que el temps que havia passat fora de la Terra d'Israel no podia ser comptat.
Capítol 4: En els casos en què una persona emet un vot de nazireat i els presents diuen: "Nosaltres també"; dispensa de tals vots, concernent a l'anul·lació dels vots de nazireat d'una esposa pel seu marit, el pare pot fer un vot de nazireat per al seu fill menor, però no per a la mare; i de la mateixa manera el fill, però no la filla, pot en certs casos i en certs aspectes, succeir al final del nazireat del seu pare.
Capítol 5: en els casos en què una persona dedica o promet alguna cosa per error, els nazireus que havien fet els seus vots abans de la destrucció del Temple de Jerusalem, i en venir a Jerusalem a oferir els seus sacrificis, s'havien assabentat de que el Temple havia estat destruït, els vots nazirites condicionals.
Capítol 6: les coses que estan prohibides pels nazireus; els diferents productes que venen de la vinya; en els casos en què un nazireu és culpable de transgredir la prohibició de beure vi, en els casos en què és culpable de transgredir la prohibició de tallar-se el cabell, pel que fa a la prohibició de profanar un cadàver, és més rigorosa que la prohibició de beure vi i tallar-se el cabell, i en quin sentit les dues últimes prohibicions són més rigoroses que la primera, els sacrificis i el tall del cabell si el nazireu s'ha tornat impur, els sacrificis i el tall del cabell quan es compleix el vot nazireu; la crema del cabell tallat sota l'olla a on es cuina la carn del sacrifici; altres regulacions pel que fa als sacrificis dels nazireus.
Capítol 7: El nazireu i el sume sacerdot no poden profanar-se mitjançant el contacte amb cadàvers encara en el cas de la mort d'un parent proper; discussió de la qüestió sobre si el nazireu o el summe sacerdot es profana a si mateix, o si tots dos junts troben un cadàver que ha de ser enterrat i ningú més és allà per fer-ho, les coses que profana el nazireu, i les altres regulacions relatives a la impuresa d'una persona que entra dins del Temple.
Capítol 8: les regulacions en els casos en què és dubtós que el nazireu s'ha tornat impur.
Capítol 9: A diferència dels esclaus i les dones, el "Kutim" no pot fer un vot nazireu; pel que fa als vots nazirites de les dones, són més rigorosos que els dels esclaus, i viceversa, més detalls sobre la profanació d'un nazireu; l'examen dels llocs d'enterrament, i en relació amb això, les normes per a l'examen d'una persona que pateix de tzarat, la discussió de la qüestió de si Samuel era un nazireu.

## Tosefta
La Tosefta d'aquest tractat es divideix en sis capítols. És notable la història que parla del summe sacerdot Simeó el Just, que mai va participar del sacrifici ofert per un nazireu, a excepció de l'ofert per un bell jove del sud, ja que en aquest cas podia assumir que el jove havia fet el seu vot amb les millors intencions i acceptablement davant Elohim. Quan Simeó va demanar al jove per què havia decidit tallar-se el cabell, el jove va contestar que en contemplar la seva pròpia imatge en un estany, s'havia tornat vanitós de la seva pròpia bellesa, i que per tant havia pres el vot nazireu, per evitar caure en la temptació.

## Guemarà
En la Guemarà babilònica, el passatge introductori explica, prenent com a referència a la santa Bíblia (Deuteronomi 24:1), per què el tractat de Nazir del Talmud, pertany a l'ordre de Naixim, i conté també moltes frases interessants, algunes de les quals poden citar-se aquí: "40 anys es compten des del moment en què els israelites van demanar per primera vegada un rei."(Samuel II 15:7). "El nazireu ha pecat en negar-se a si mateix el vi, i si el que es nega a si mateix el vi, que no és absolutament necessari, és considerat un pecador, el que es nega a si mateix altres coses que són necessàries per la vida és un pecador més gran." (Nombres 6.11). Una infracció de la llei amb bones intencions és millor que el seu compliment sense bones intencions. No obstant això, cal estudiar la Torà, i observar els seus manaments, encara que un no estigui en l'estat d'ànim adequat, ja que gradualment adquirirà un estat d'ànim comprensiu.